# Steuer
Als Steuer wird eine Geldleistung ohne Anspruch auf Gegenleistung bezeichnet, die ein öffentlich-rechtliches Gemeinwesen allen auferlegt, die einen steuerpflichtigen Tatbestand verwirklichen. Die Gruppe der Steuerpflichtigen umfasst sowohl natürliche als auch juristische Personen. Die Erzielung von Einnahmen kann Nebenzweck sein. Gebühren und Beiträge werden hingegen aufgabenbezogen und zweckgebunden verwendet.
Aus den ursprünglich als Naturalabgaben in Form von Sach- oder Dienstleistungen (Frondiensten) erhobenen Steuern sind heute reine Geldleistungen geworden.
Steuern (als Teil eines Steuersystems) sind in der Regel die Haupteinnahmequelle eines modernen Staates und das wichtigste Instrument zur Finanzierung seines territorial abgegrenzten Staatswesens und anderer (supranationaler) Aufgaben. Durch die finanziellen Auswirkungen auf alle Bürger und die komplexe Steuergesetzgebung sind Steuern und andere Abgaben ein fortdauernder politischer und gesellschaftlicher Streitpunkt.
Laut einer von den Vereinten Nationen veröffentlichten Studie gehört Deutschland zu den Ländern mit der höchsten Bereitschaft, durch Steuern öffentliche Güter zu finanzieren.

## Steuern als Abgaben
Das Hauptunterscheidungsmerkmal zu anderen öffentlichen Abgaben liegt darin, dass die Zahlung von Steuern grundsätzlich keinen Anspruch auf Gegenleistung begründet. Während also der Beitrag für die bloße Möglichkeit, eine Leistung in Anspruch zu nehmen, und eine Gebühr oder Maut für die tatsächliche Leistungsinanspruchnahme erhoben wird, gilt bei der Steuer das Nonaffektationsprinzip. Demnach „erkauft“ man sich mit Steuern keinen Anspruch auf eine konkrete staatliche Gegenleistung. Die Energiesteuer beispielsweise ist keine Gebühr für die Straßenbenutzung, und die Hundesteuer ist keine Gebühr für die Beseitigung des Hundekots.
Die Staatsausgaben werden grundsätzlich durch die Summe aller Steuereinnahmen finanziert. Es ist also grundsätzlich nicht so, dass eine bestimmte Steuer nur für die Finanzierung einer bestimmten Staatsaufgabe verwendet werden darf. In Deutschland ist eine gesetzliche Festschreibung des Verwendungszwecks nur in Ausnahmen zulässig (siehe Verwendungszwecksteuer). Die Verwendung der Energiesteuereinnahmen darf z. B. nicht ohne Weiteres auf Verkehrs- oder Energieprojekte oder auf den Verkehrshaushalt beschränkt werden.
Aus der Definition der Steuer als Abgabe, die dem Steuerpflichtigen „auferlegt“ wird, lassen sich zwei weitere Merkmale ableiten:
- Die steuerliche Abgabe wird dem Zahlungspflichtigen ohne Rücksicht auf seinen möglicherweise entgegenstehenden Willen auferlegt. Spenden und fiskalische Betriebseinnahmen scheiden damit aus. Zudem ist eine Steuerverweigerung auch dann nicht zulässig, wenn ein Steuerzahler aus Gewissensgründen die Verwendung seiner Steuern für Kriegszwecke ablehnt.
- Da Steuern nicht immer freiwillig bezahlt werden, sind als Ungehorsamsfolgen vorgesehen: Säumniszuschlag, Zwangsgeld, Geldstrafe, Freiheitsstrafe. Diese können von der Staatsgewalt zur zwangsweisen Durchführung der Besteuerung auch kumulativ angewendet werden.

## Etymologie
Das Wort „Steuer“ geht auf althochdeutsch stiura ‘Stütze; Unterstützung; Steuerruder’, ab etwa 900 auch ‘regelmäßige Geldabgabe an die Obrigkeit’ zurück. Verwandt sind altniederdeutsch [heri]stiuria ‘[Heeres]sold’, altenglisch steor ‘Lenkung, Anordnung, Verordnung, Strafe’ und (mit Ablaut) altnordisch staurr ‘Stange’. Die Ausgangsbedeutung ‘(stützender) Pfahl, Stock’ entwickelte sich somit über die Zwischenbedeutung ‘Unterstützung, helfende Abgabe’ zu ‘obligatorische Geldabgabe an den Staat’. Die Zwischenbedeutung ‘Unterstützung’ wurde nach dem 16. Jahrhundert selten.

## Historische Entwicklung
Zur geschichtlichen Entwicklung des Steuerwesens von der Antike bis zur Neuzeit informierte das Steuermuseum im deutschen Brühl (Rheinland), das heißt die „Finanzgeschichtliche Sammlung der Bundesfinanzakademie“. Die bisher in Brühl ausgestellten Exponate wurden digital so dokumentiert, dass sie zu Unterrichtszwecken weiter genutzt werden können. Ein Teil davon ist als Museumsführer „5000 Jahre Steuern und Zölle“ online zugänglich.

### Antike
Steuern gibt es schon seit dem frühen Altertum und sie wurden unter den verschiedensten Bezeichnungen geführt, z. B. Tribut, Zoll oder Zehnt. Obwohl ihre Berechtigung traditionell darin gesehen wird, dass gemeinschaftliche Bedürfnisse befriedigt werden müssen, zeugen einige Begründungen für die Einführung von neuen Steuern von bemerkenswerter staatlicher Kreativität.
Die ersten Belege über staatliche Abgaben gibt es im 3. Jahrtausend v. Chr. aus Ägypten. Schreiber verwalteten die Erntesteuer und erhoben einen Nilzoll. Auch aus den städtischen Hochkulturen in Mesopotamien ist die Steuererhebung geschichtlich verbürgt. Hier führte die Tempelverwaltung Buch und versteuerte die Viehhaltung und den Fischfang.

#### Assyrien und Persien
Sowohl das assyrische als auch das persische Reich konnten während ihrer Blütezeiten auf eine Besteuerung der eigenen Bürger verzichten. Der Finanzbedarf wurde durch Tribute gedeckt, die den in Kriegen besiegten und unterworfenen Völkern auferlegt wurden.

#### Athen
Die Polis Athen, die „Wiege der Demokratie“, finanzierte das Staatswesen über indirekte Steuern (u. a. Zölle), die Arbeits- und Dienstleistungen der Athener Bürger und die umfassende Besteuerung aller Nicht-Athener. Der Parthenon auf der Akropolis diente zeitweise als Schatzkammer zur Verwahrung der Steuereinnahmen.

#### Rom
Die Finanzverwaltung der römischen Königszeit (etwa 6. Jahrhundert v. Chr.) war ähnlich, denn die Staatsaufgaben wurden meist durch die Bürger selbst erledigt und nur in außergewöhnlichen Situationen (meist aus Anlass eines Krieges) wurde eine Abgabe vom Vermögen (Tributum) fällig. Für die Veranlagung, den Census, wurden zwei hohe Beamte (censores) gewählt, die die Steuererklärungen (professiones) der Bürger überprüften und die Steuern eintrieben.
Während der Zeit der römischen Republik expandierte das Reich ab dem 3. Jahrhundert v. Chr. enorm und immer mehr Provinzen und tributpflichtige Reiche trugen zur Deckung des staatlichen Finanzbedarfs bei, sodass im Jahr 167 v. Chr. die römischen Bürger von den direkten Steuern befreit wurden.
In den Provinzen wurden die direkten Steuern (Grund- und Kopfsteuer) durch Prokuratoren verwaltet, doch der Einfachheit halber war die Erhebung der indirekten Steuern (Zölle, Wege- und Nutzungsgelder) verpachtet und das System der Steuerpächter (publicani) führte zu Misswirtschaft und Ungerechtigkeiten. Erst Kaiser Augustus legte die gesamte Steuererhebung wieder in die Hände von staatlichen Beamten (Quästoren). Berühmt wurde dabei ein Fehlgriff: Der von Caesar in seine Heimat entlassene gallische Sklave Licinius wurde von Augustus als Verwalter in Lugdunum (heutiges Lyon) eingesetzt, wo Licinius dann das Jahr um zwei Monate erweiterte. Diese Konstruktion brachte ihm in Lugdunum zwei weitere Monatssteuern im Jahr ein, bis Augustus – nach Beschwerden aus Gallien – diese Art der Steuererhebung nach etwa zwei Jahren abstellte.

#### Palästina
In Palästina, das seit 63 v. Chr. dem römischen Reich abgabepflichtig war, wurde zur Zeit von Jesu Geburt eine Steuerschätzung (census) mit Aufzeichnung der Bevölkerung und ihres Vermögens (Volkszählung) durchgeführt. Neben den römischen Steuern wurden noch erhebliche religiöse Abgaben fällig: der Zehnte, der eine Zwangsabgabe seitens der Priester und Leviten darstellte, sowie die Tempelsteuer zur Deckung der Kosten des öffentlichen Kultus.

#### Germanien
Den Germanen, die in vorrömischer Zeit statt einer Besteuerung nur die freiwillige Ehrenabgabe an den Fürsten kannten, soll der Versuch der Steuererhebung durch die Römer den Anlass zur Schlacht im Teutoburger Wald gegeben haben. Westlich des Rheins hingegen setzte sich die römische Finanzverwaltung durch und wurde von dem in Augusta Treverorum (Trier) ansässigen Provinzialprokurator geleitet.

#### Pecunia non olet
Mit dem Niedergang des römischen Reiches wurden, bei steigenden Staatsausgaben die Steuereinnahmen geringer und der Staatsschatz (aerarium), der bisher im Saturntempel verwahrt und vom Senat überwacht wurde, zugunsten des kaiserlichen Sondervermögens (Fiscus) aufgelöst. Genötigt, nicht nur die Kosten des römischen Etats zu decken, sondern auch eine möglichst große Steigerung des Privatvermögens zu erwirtschaften, zeigen sich die ersten – geschichtlich verbürgten – Kuriositäten in der Steuergesetzgebung: „Pecunia non olet“ (Geld stinkt nicht) – dieser wohlbekannte Ausdruck wurde von Kaiser Vespasian verwendet, um eine Steuer (vectigal urinae) auf öffentliche Bedürfnisanstalten, Urinale oder die Nutzung des Urins, zum Beispiel in der Gerberei, zu rechtfertigen.
Die Frage, die den Kaiser zu der bekannten Rechtfertigung veranlasst haben soll, lässt sich auch als Beschwerde über zunehmenden Uringeruch in Rom deuten. Unter der Annahme, dass die Steuer an der Zahl der Entleerungen bemessen wurde, könnte einer spekulativen Überlegung zufolge eine seltenere Entleerung der Urinkübel zu dem Gestank geführt haben – dies wäre ein frühes Beispiel von Steuerausweichung.

### Mittelalter und Frühe Neuzeit
Als Einnahmequelle für Könige und Fürsten spielte die Steuer im Frühmittelalter nur eine untergeordnete Rolle. Zum einen war keiner der fränkischen Fürsten machtpolitisch in der Lage, eine allgemeine Besteuerung der Bevölkerung durchzusetzen. Auf der anderen Seite fehlten die notwendigen verwaltungstechnischen Mittel zur Anwendung einer Steuer, denn die Aufzeichnungen über Bürger und Besitzverhältnisse waren veraltet oder schlichtweg nicht vorhanden.
Die Ausgaben wurden vielmehr durch „privatwirtschaftliche“ Einnahmen aus dem Verkauf von Rechten (Markt- und Stadtrechte), aus Monopolen (Woll- und Gewürzmonopol) und aus den Domänen, d. h. hauptsächlich aus den land- und forstwirtschaftlichen Staatsbetrieben und den Regalien, wie etwa dem Jagd-, Fischerei- und Salzrecht, bestritten.
Anders stellte sich die Situation jedoch für die Kirche und ihre Institutionen und Personen dar: Bis in das 19. Jahrhundert wurde in der Form des Zehnten eine Kirchensteuer erhoben. Diese Abgabe konnte nicht nur aus den christlichen Traditionen hergeleitet werden, sondern von den kirchlichen Institutionen vor Ort relativ einfach überwacht und beigetrieben werden.

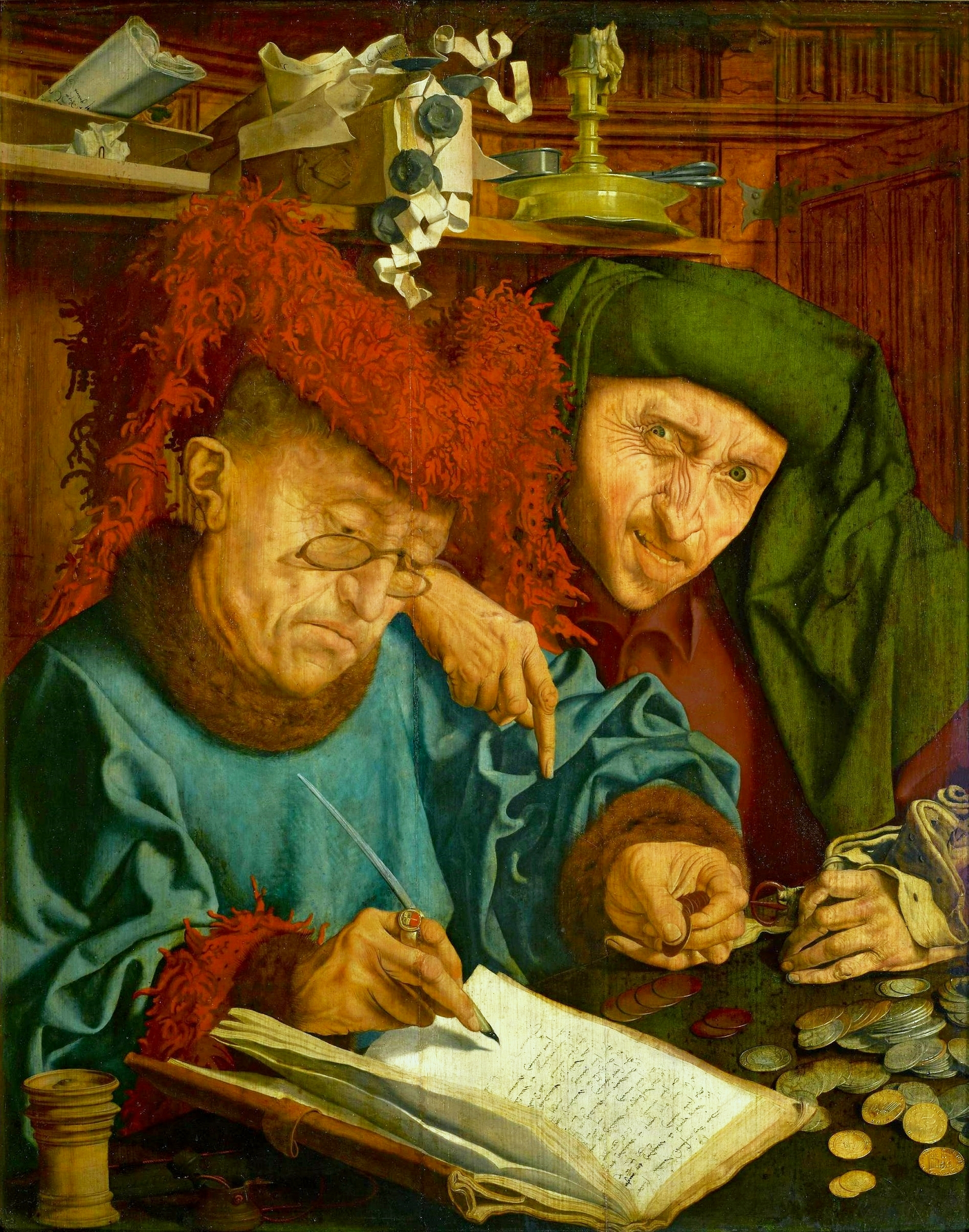
Zwei Steuereintreiber, ein Werk von Marinus van Reymerswaele, 1540er-Jahre, Nationalmuseum in Warschau

Im Laufe der Zeit benötigten auch die weltlichen Herrscher höhere Einnahmen, beispielsweise zur Finanzierung eines Krieges oder des Aufbaus eines staatlichen Gemeinwesens.
In der Theorie wurde im Mittelalter das Recht des Herrschers, Steuern zu erheben, von Thomas von Aquin (1225–1274) legitimiert. Die prinzipielle Finanzierung der öffentlichen Aufgaben soll durch die Güter und die Einnahmen des Herrschers erfolgen. Eine Erweiterung der Aufgaben und damit von zusätzlichen Abgaben der Untertanen ist nach seiner Ansicht nur dann gerechtfertigt, wenn es dem Schutz der Steuerzahlenden vor einer Bedrohung von außen dient.
Im Hochmittelalter war die von Landesfürsten erhobene Steuer vorrangig eine Besitzsteuer, die Grund und Boden, aber auch andere Vermögensgegenstände (Vieh, Vorräte etc.) einbezog. Ältester schriftlicher Beleg ist das Domesday-Buch, das im 11. Jahrhundert die Besitzverhältnisse in England zur Besteuerung durch den König erfasste. Damit der weit überwiegende Teil der Bevölkerung, der aus besitzlosen oder armen Leibeigenen und Pächtern bestand, ebenfalls steuerlich erfasst werden konnte, wurde die Kopfsteuer angewendet, die ohne Rücksichtnahme auf Besitz- und Eigentumsverhältnisse, allen Betroffenen den gleichen Betrag abforderte. Die Besteuerung des Einkommens durch die zentralen staatlichen Stellen gestaltete sich als schwierig, denn eine Überwachung der Steuererhebung war wegen der verwaltungstechnischen Mängel im Mittelalter unmöglich. Deshalb wurden oftmals Repartitionssteuern erhoben, bei denen eine Region oder Gemeinde einen pauschalen Steuerbetrag auferlegt bekam, den sie nach eigenem Ermessen auf ihre Bewohner umlegte.
In den folgenden frühstaatlichen Zeiten wurden direkte Steuern nur in Ausnahmefällen erhoben und mussten von den Ständen bewilligt werden. Klassische Anlässe waren ein Krieg, die Hochzeit einer Tochter des Fürsten, der Romzug zur Kaiserkrönung, eine Lösegeldforderung oder ‚Allgemeine Not‘. Da die Steuern nur in größeren Abständen und unregelmäßig erhoben wurden, konnten die Steuersätze auch verhältnismäßig hoch sein (z. B. gewöhnlich 5 % des gesamten Vermögens). Im 16. Jahrhundert werden Steuern in immer dichterer Folge und für immer längere Zeiträume erhoben, so dass sie jährlichen Steuern sehr nahekommen. Der Absolutismus in Frankreich kannte auch wieder das System der Steuerpacht mit all seinen Licht- und Schattenseiten (finanzieller Aufstieg der Steuerpächter als einer neuen Gruppe im Staat, Überausbeutung der steuerzahlenden Bevölkerung).
Seit dem späten Mittelalter erfreuten sich die indirekten Steuern immer größerer Beliebtheit bei den Herrschenden und so wurden die Akzisen auf Getränke wie Bier und Wein, auf Salz, auf Lotterien etc. eingeführt. Auch hier stand die vereinfachte Steuererhebung im Vordergrund, denn meist waren nur wenige Brauereien und Wein- oder Salzhändler auf ihre Steuerehrlichkeit hin zu überwachen. Daneben waren die Zölle eine recht simple Möglichkeit der Einnahmeerzielung für die Fürsten. Sie gründeten Städte, legten Verkehrswege an, überwachten diese und konnten so an entsprechenden Stellen Brückenzoll, Straßenzoll und Torzoll erheben.
Während der gesamten Historie zeigen sich zwei Probleme, die auch in heutiger Zeit nicht gelöst sind: Zum einen führt die Steuergesetzgebungshoheit oftmals zu einer Doppelbesteuerung, und zum anderen ergibt sich immer die Schwierigkeit der Abgrenzung der Steuererhebung von den übrigen Beitreibungen seitens der Herrschenden. So fordern nicht selten vier Institutionen eine Steuer von der Bevölkerung: die Krone (Kaiser oder König), der Landesfürst, die Gemeinde oder Stadt und nicht zuletzt die Kirche. Demzufolge werden die Steuern unterschieden in Reichssteuern (z. B. gemeiner Pfennig), in Steuern der Landesherren, in kommunale Steuern und in den kirchlichen Zehnt. Daneben werden immer auch Beiträge ganz allgemein für eine staatliche Leistung fällig (Nutzgelder), Abgaben wie die Feudalabgabe oder der Todfall erhoben und Dienstleistungen erbracht (Frondienste, Hand- und Spanndienste), die einem Grundherrn zustanden als Gegenleistung für den Schutz, den er den Hörigen bieten musste.
Befreiung von Staatssteuern und Frondiensten auf Zeit wurde beispielsweise Bauherren beim Neubau von Häusern aus Steinen – statt des damals üblichen Fachwerks – gemäß Anordnungen zur Brandverhütung des 18. Jahrhunderts im Kurfürstentum Trier und weiterer Kurfürstentümer des Heiligen Römischen Reiches gewährt. Dort hieß es nach dem damaligen Sprachgebrauch im § 3, dass „die Personal-Freyheit auf drey Jahre hiermit gnädigst verstattet seyn“.

### Frühere Steuerarten

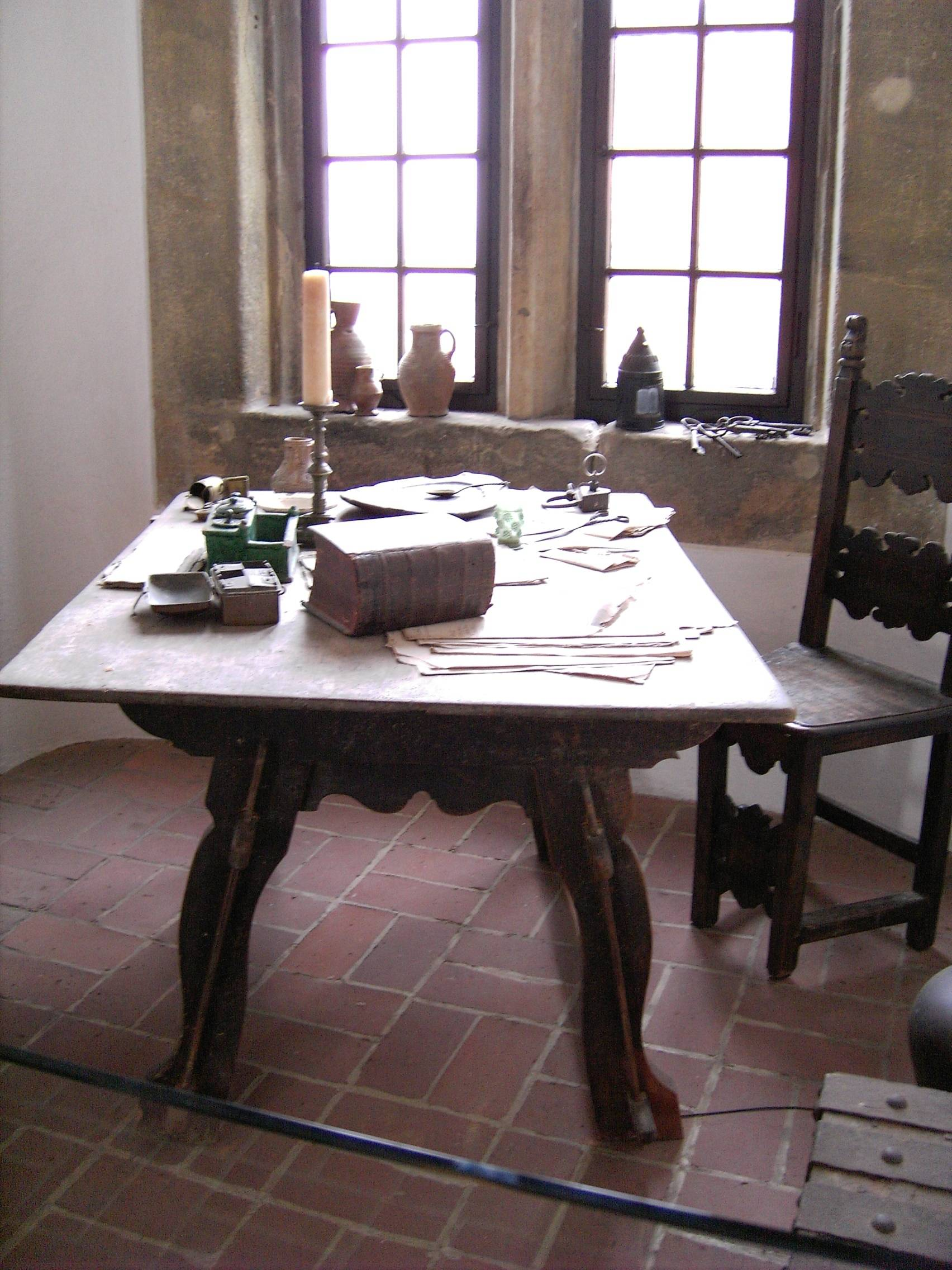
Arbeitsplatz eines Steuereintreibers im Museum der Burg Stolpen

Die Bezeichnungen für die Steuern im Mittelalter und der Frühen Neuzeit unterscheiden sich zum einen regional: Bede, Schatzung, Schoss, Contribution. Zum anderen kann anhand der Bezeichnung auch oft der Anlass der Steuer abgeleitet werden: Der Türkenpfennig wurde als Wehrgeld während der Türkenkriege und der Römermonat zur Finanzierung der Romfahrten des Kaisers erhoben. Neben diesen, aus historischen Gründen relevanten Steuern, sind die Papiersteuer (in England von 1697 bis 1861), die Fenstersteuer (ebenfalls in England von 1695 bis 1851), die Spatzensteuer (18. Jahrhundert in Deutschland) und die Fahrradsteuer (bis zur Erfindung des Automobils) der Kuriosität wegen erwähnenswert.
Die vollständige Liste nicht mehr erhobener Steuerarten verschafft einen detaillierten Überblick über alle mittlerweile abgeschafften Steuern.

### Neuzeit
Erst Adam Smith stellte 1776 folgende vier Grundsätze auf, nach denen Steuern erhoben werden sollen:
- Gleichmäßigkeit der Besteuerung: Die Bürger sollen Steuern im Verhältnis zu den Fähigkeiten und insbesondere zu den Einkommensverhältnissen zahlen.
- Bestimmtheit der Steuergesetze: Zahlungstermin, -art und -betrag sollen jedermann klar und deutlich sein.
- Bequemlichkeit der Besteuerung: Die Steuer soll zu der Zeit und in der Weise erhoben werden, die dem Bürger am bequemsten ist.
- Wohlfeilheit der Steuererhebung: Die Kosten der Steuererhebung sollen möglichst gering sein.

Während der Französischen Revolution wurde das Prinzip der Allgemeinheit und Gleichmäßigkeit der Besteuerung als Menschenrecht verkündet, und England führte als erster Staat zum Ende des 18. Jahrhunderts die Einkommensteuer zur Besteuerung der Vermögenssteigerung ein.
Im 19. Jahrhundert entwickelten sich die Steuergesetze in den souveränen deutschen Einzelstaaten zunächst unterschiedlich, wobei sie in zunehmendem Maße von Forderungen aus der Wirtschaft zum Auf- und Ausbau der Infrastruktur begleitet wurden. Generell lassen sich jedoch laut Ullmann zwei grundsätzliche Entwicklungen unterscheiden. Zum einen die in süddeutschen Staaten dominante Form der Objektbesteuerung (Grund-, Gebäude- und Gewerbesteuer), zum anderen die in der Mitte und im Norden Deutschlands eher dominante Personalsteuer. In dieser Zeit des klassischen Liberalismus hat sich der moderne Steuerstaat herausgebildet, der allerdings ständigen Änderungen und nationalen Besonderheiten in den verschiedenen Steuersystemen unterworfen ist.

## Die Grundsätze der Besteuerung
Die von Adam Smith im Jahr 1776 aufgestellten klassischen Steuermaximen gelten auch in modernen Steuersystemen leicht modifiziert weiter. So werden an die Gestaltung der Steuern die folgenden 4 Grundanforderungen gestellt: Gerechtigkeit, Ergiebigkeit, Unmerklichkeit und Praktikabilität.

### Gerechtigkeit der Besteuerung
Der Eingriff des Staates in den Eigentums- und Vermögensbestand seiner Bürger setzt zum einen die Besteuerungsgleichheit der Betroffenen und zum anderen den Gesetzesvorbehalt voraus. Das Gebot der Steuergerechtigkeit setzt voraus, dass die Besteuerung nach der wirtschaftlichen Leistungsfähigkeit ausgerichtet wird. Dieser Grundsatz wurde vom Bundesverfassungsgericht bestätigt.

#### Der Gleichmäßigkeitsgrundsatz
Der Grundsatz der Gleichmäßigkeit der Besteuerung ist Ausfluss des allgemeinen Gleichheitssatzes, der sich auch aus den Grundrechten ergibt. Wird eine Geldleistung nicht allen, bei denen der Tatbestand zutrifft, auferlegt, so ist sie keine Steuer. Ein ganz besonderes Beispiel dafür war die Spekulationssteuer in Deutschland, die vom Bundesverfassungsgericht für die Jahre 1997 und 1998 für verfassungswidrig erklärt wurde, weil durch ein strukturelles Vollzugsdefizit die gleichmäßige Anwendung des geltenden Rechts auf alle steuerlich relevanten Sachverhalte nicht gewährleistet war.

#### Das Willkürverbot
Der Gleichheitssatz zwingt den Gesetzgeber auch zur Beachtung des Willkürverbots, nach dem Gleiches nicht willkürlich ungleich behandelt werden darf. Dabei gilt, dass Willkür als das Fehlen zureichender sachgerechter Gründe für die ungleiche Behandlung zu verstehen ist.
Letztendlich kann und muss der Gesetzgeber allerdings nicht so differenzieren, dass jeder Einzelfall individuell abgehandelt wird. Er ist vielmehr auf eine allgemeine Fassung der Steuergesetze angewiesen (Typisierung). Wenn die Allgemeinfassung im Einzelfall zu besonderen Härten führt, stehen Billigkeitsmaßnahmen zur Verfügung, die von der Finanzverwaltung ermessensfehlerfrei anzuwenden sind, da ansonsten ein gerichtlich aufzuhebender Verstoß gegen das Willkürverbot vorliegt.

#### Die Gleichmäßigkeit der Anwendung
Zur Gleichmäßigkeit der Besteuerung gehört nicht nur ein diesen Grundsatz beachtendes materielles und formelles Steuerrecht, sondern auch und vor allem die gleichmäßige und willkürfreie Anwendung diesen Rechts durch die Verwaltung und die Gerichte. Insbesondere darf es nicht zu einem Vollzugsdefizit kommen.
Es gilt jedoch zu beachten, dass nicht jede unterschiedliche Interpretation einer Vorschrift durch die Behörden oder Gerichte zur Rechtswidrigkeit und damit zur Verletzung des Gleichmäßigkeitsgrundsatzes führt. Allerdings sind zur Sicherstellung einer einheitlichen Rechtsanwendung Richtlinien aufzustellen, an deren Anwendung die Finanzbehörden gebunden sind.

#### Das Rückwirkungsverbot
Steuergesetze dürfen, so wie alle Gesetze, grundsätzlich nicht rückwirkend in Kraft gesetzt werden. Im Hinblick auf das Vertrauen des Bürgers in eine bestehende Rechtslage und damit getroffene Planungen, sind rückwirkend belastende Steuergesetze bei Beachtung des Rechtsstaatsprinzips grundsätzlich unzulässig.
Dabei ist aber zwischen der „Echten Rückwirkung“ und der „Unechten Rückwirkung“ zu unterscheiden: Bei der echten Rückwirkung greift ein Steuergesetz nachträglich in die in der Vergangenheit liegenden Tatbestände ein oder ist für einen Zeitraum anzuwenden, der vor dem Inkrafttreten beginnt. Eine unechte Rückwirkung liegt vor, wenn das Gesetz auf gegenwärtige, noch nicht abgeschlossene Sachverhalte auf die Zukunft einwirkt und schwebende Rechtspositionen nachträglich entwertet.

### Ergiebigkeit der Besteuerung
Die Steuererhebung dient in erster Linie der Einnahmeerzielung und sollte daher effektiv und ergiebig sein. Der Verwaltungsaufwand darf nicht zu hoch sein. Nicht zuletzt, weil sie diesem Anspruch nicht genügten, wurde in Deutschland eine Vielzahl sog. Bagatellsteuern (z. B. Zündwarensteuer, Leuchtmittelsteuer) abgeschafft. Im Idealfall ist die Steuer so geschaffen, dass sie flexibel auf Konjunkturänderungen reagiert. Das beste Beispiel dafür sind Ertragsteuern, da mit konjunkturbedingt steigendem Einkommen automatisch auch steigende Steuereinnahmen generiert werden. Gegenbeispiel sind Realsteuern, die am Vermögensbestand festgemacht sind und damit konjunkturunabhängig erhoben werden.

### Unmerklichkeit der Steuer
Zur Vereinfachung der Steuerzahlung soll der Bürger möglichst weder die Steuerbelastung an sich, noch die Steuererhebung bemerken. Als „unmerklich“ gelten daher vor allem die indirekten Steuern, die im Endpreis enthalten sind und damit vom Steuerschuldner auf den Steuerträger übergewälzt werden. Für den belasteten Steuerbürger ist dies eine „bequeme“ Steuer, da keine Probleme mit der Erhebung und Verwaltung auftreten und durch einen qualifizierten Konsumverzicht die Steuer teilweise vermieden werden kann.

### Praktikabilität der Steuer
Die Praktikabilität der Besteuerung wird anhand der Transparenz, Bestimmtheit und Einfachheit der Steuergesetze gemessen. Damit gilt der Anspruch, dass auch in einem rechtstechnisch komplizierten Gebiet wie dem Steuerrecht die Vorschriften nicht unnötig kompliziert und verklausuliert sein sollten. Eine auch für Experten undurchschaubare Gesetzgebung stört das Gerechtigkeits- und Gleichheitsempfinden der Steuerbevölkerung, weil nur „Wohlinformierte“ und „Gutberatene“ alle Gestaltungsmöglichkeiten ausschöpfen können.

## Steuerarten und -gruppen
Keine der einzelnen Steuerarten vermag die vier Grundanforderungen (Gerechtigkeit, Ergiebigkeit, Unmerklichkeit und Praktikabilität) optimal zu erfüllen; aus diesem Grund ist das Steuersystem der meisten Nationen ein Vielsteuersystem, innerhalb dessen die Vor- und Nachteile der unterschiedlich strukturierten Steuern ausgeglichen werden sollen. Innerhalb dieses Vielsteuersystems erfolgt aus den verschiedensten Gründen eine Zusammenfassung der Steuern zu Gruppen. Dabei wird unterschieden nach der volkswirtschaftlichen Einordnung, der Steuerart, dem Steuergegenstand und der Verwaltungs- und Ertragshoheit.

### Steuergruppen nach volkswirtschaftlicher Einordnung

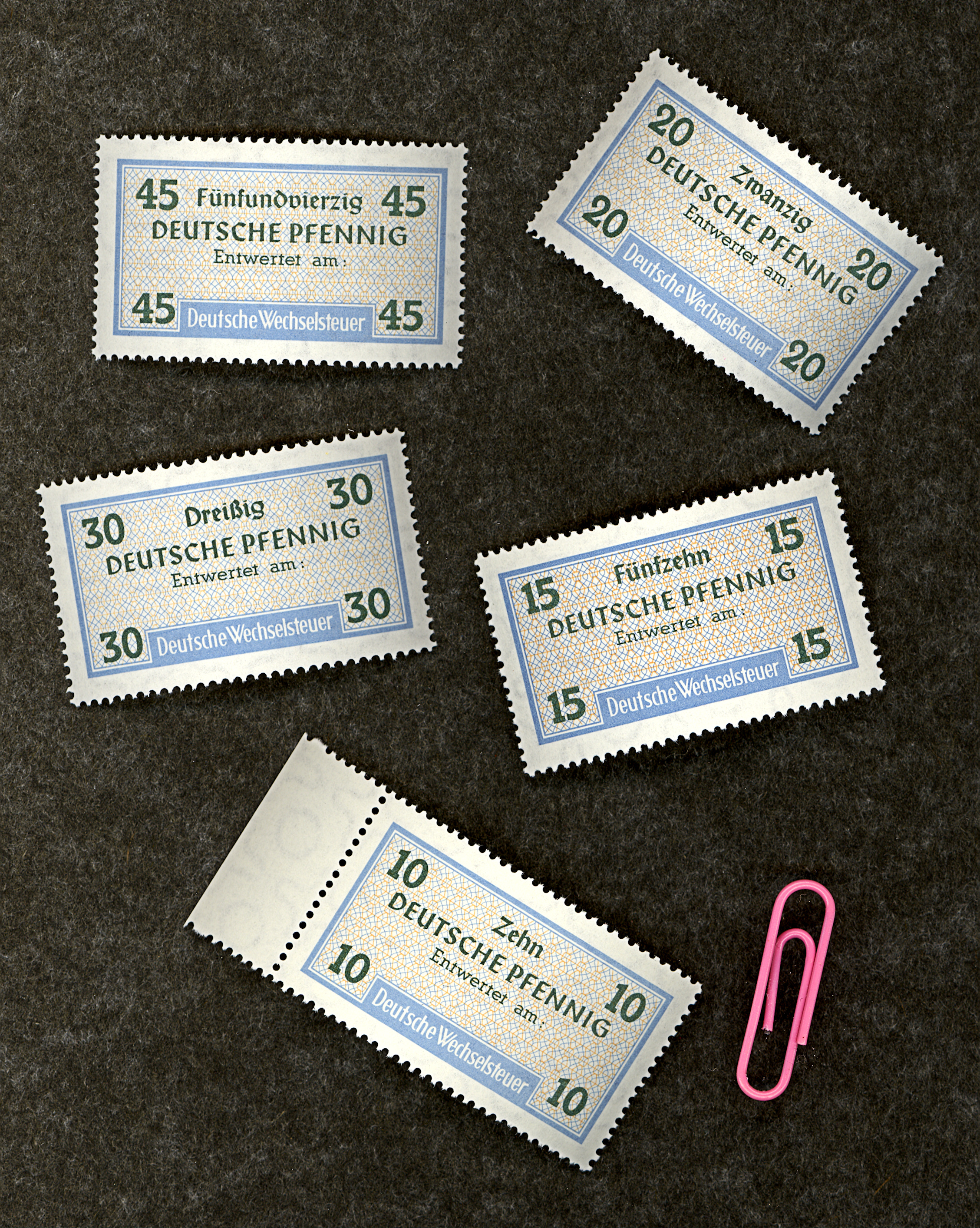
Wechselsteuer als Verkehrssteuer, bis 1991

Die volkswirtschaftlichen Bemessungsgrundlagen lassen sich in die dynamischen Größen Einkommen (Vermögenszuwachs) und Konsum (Güterverbrauch) sowie die statische Bestandsgröße Vermögen (Kapital) einteilen. Dementsprechend erfolgt auch die Einteilung der Steuern in
- Verkehrsteuern, die auf die Teilnahme am Rechts- und Wirtschaftsverkehr erhoben werden (in Deutschland z. B. Umsatzsteuer, Grunderwerbsteuer, Versicherungsteuer u. a.)
- Verbrauchsteuern, die auf den Verbrauch von Gütern erhoben werden (z. B. Alkoholsteuer, Stromsteuer, Tabaksteuer)
- Besitzsteuern, die sich unterteilen in
  - Ertragsteuern, die auf einen Vermögenszuwachs erhoben werden (z. B. Einkommensteuer, Körperschaftsteuer, Gewerbesteuer)
  - Substanzsteuern, die auf das Innehaben von Vermögensgegenständen erhoben werden (z. B. Grundsteuer)

Besonderheiten bestehen hinsichtlich
- Zölle, die auf aus dem Ausland eingeführte Waren erhoben werden
- Produktionsabgaben und Agrarabgaben auf im Inland hergestellte Waren; diese Abgaben werden von der Bundeszollverwaltung erhoben.

In jeder Volkswirtschaft sind die wichtigsten Steuerarten die Einkommensteuer, Umsatzsteuer und Einfuhrumsatzsteuer und Zölle.
| Begünstigte Verwaltungsebene | Besitzsteuern                            | Verkehrsteuern                                                 | Verbrauchsteuern |
| ---------------------------- | ---------------------------------------- | -------------------------------------------------------------- | --- |
| Bund, Länder und Gemeinden   | Einkommensteuer Lohnsteuer Gewerbesteuer | Umsatzsteuer                                                   | – |
| Bund und Länder              | Kapitalertragsteuer Körperschaftsteuer   | –                                                              | – |
| Bund                         | Solidaritätszuschlag                     | Kraftfahrzeugsteuer Luftverkehrsteuer Versicherungsteuer       | Alkoholsteuer Alkopopsteuer Energiesteuer Kaffeesteuer Schaumweinsteuer Stromsteuer Tabaksteuer Zwischenerzeugnissteuer |
| Länder und Gemeinden         | –                                        | Grunderwerbsteuer                                              | – |
| Länder                       | Erbschaftsteuer Schenkungsteuer          | Rennwett- und Lotteriesteuer Feuerschutzsteuer Spielbankabgabe | Biersteuer |
| Gemeinden                    | Grundsteuer                              | –                                                              | – |
Daneben existieren in Deutschland teilweise noch örtliche Steuern auf Ebene der Gemeinden, z. B. Fischereisteuer, Getränkesteuer, Hundesteuer, Jagdsteuer, Schankerlaubnissteuer, Vergnügungsteuer und Zweitwohnungsteuer.

### Steuergruppen nach Steuerart
Die Steuern werden aus verwaltungstechnischen, statistischen und ökonomischen Gründen in die folgenden Steuergruppen eingeteilt: Hinsichtlich der wirtschaftlichen Belastung wird unterschieden zwischen direkten und indirekten Steuern. Während bei direkten Steuern Steuerschuldner und Steuerträger identisch sind, wird die wirtschaftliche Steuerlast bei indirekten Steuern vom Steuerschuldner auf den Steuerträger übergewälzt. Hinsichtlich des Besteuerungsobjektes wird differenziert zwischen Personensteuern und Realsteuern. Erstere sind als Subjektsteuern an die persönlichen Verhältnisse des Steuerbürgers geknüpft und Letztere sind als Substanzsteuern unabhängig von den persönlichen Verhältnissen des Steuerbürgers. Bei der Erhebungsform wird unterschieden zwischen Quellensteuern und Veranlagungsteuern. Quellensteuern werden direkt an der Quelle der Einkünfte abgeschöpft und Veranlagungsteuern werden, meist nach vorhergegangener Steuererklärung, für eine bestimmte Periode mit Steuerbescheid festgesetzt. Schließlich gibt es noch die Gruppen der Pauschalsteuern und Individualsteuern.

### Steuergruppen nach Steuergegenstand
Daneben werden die Steuern nach dem Gegenstand der Besteuerung in die folgenden Gruppen eingeteilt:
- Umweltsteuern sind Steuern auf Energieverbrauch, Emissionen, Verkehr und schädliche Stoffausbringung (Stromsteuer, Energiesteuer)
- Aufwandsteuern sind Steuern, die an den Aufwand für ein bestimmtes Wirtschaftsgut oder ein bestimmtes Verhalten anknüpfen (Jagdsteuer, Hundesteuer, Zweitwohnungsteuer)
- Verbrauchsteuern werden auf eine verbrauchsabhängige Nutzung erhoben (Getränkesteuern, Tabaksteuer, Stromsteuer)

### Steuergruppen nach Verwaltungs- und Ertragshoheit
Grundsätzlich erfolgt die Abgrenzung bezüglich der Verwaltungshoheit, also dem Recht bzw. der Pflicht zur Steuerbeitreibung und der Ertragshoheit, also dem Recht der Steuerverwendung.
In Deutschland werden die Steuern entweder von Bundesbehörden, Landesbehörden oder Gemeindebehörden verwaltet, also festgesetzt und erhoben. Die Verwaltung der Bundessteuern (Alkoholsteuer, Kfz-Steuer, Kaffeesteuer, Energiesteuer, Schaumweinsteuer und Tabaksteuer) sowie der Zölle obliegt den Hauptzollämtern. Der Ertrag dieser Steuern steht ausschließlich dem Bund zu. Die Gemeinschaftsteuern (Einkommensteuer, Körperschaftsteuer, Umsatzsteuer) werden im Bundesauftrag von den Finanzämtern verwaltet und die Einnahmen aus diesen Steuern fließen Bund und Ländern gemeinsam zu. Demgegenüber stehen die Erträge der reinen Ländersteuern (Erbschaftsteuer, Grunderwerbsteuer und Rennwett- und Lotteriesteuer) ausschließlich den Ländern zu, die diese Steuern auch verwalten. Die Grundlagen für die Festsetzung der Gemeindesteuern (Gewerbesteuer und Grundsteuer) werden durch die Finanzämter mit Steuermessbescheid gelegt, während die Kommunen unter Anwendung des Hebesatzes die Steuer festsetzen und für die eigene Verwendung beitreiben.

## Entstehungstatbestand
Eine Steuer entsteht in allen Fällen, in denen der Steuertatbestand verwirklicht wird. Dieser Entstehungstatbestand wird dem Steuersubjekt zugerechnet und setzt sich zusammen aus zahllosen begründenden, erhöhenden und mindernden Faktoren. Alle Steuergesetze bieten – nach einer allumfassenden Tatbestandsbeschreibung (Beispiel: „Natürliche Personen, die im Inland einen Wohnsitz oder ihren gewöhnlichen Aufenthalt haben, sind unbeschränkt einkommensteuerpflichtig.“ – § 1 Abs. 1 Satz 1 EStG) – eine Vielzahl von Ausnahmebestimmungen, Freibeträgen und Freigrenzen, bevor schließlich auf die Bemessungsgrundlage der Steuersatz angewendet wird.

### Das Steuersubjekt
Als Steuersubjekt wird die Person bezeichnet, die einen Steuertatbestand verwirklicht und demnach die Steuer schuldet. In der allgemeinen Sprachbezeichnung ist dies der Steuerpflichtige oder Steuerbürger. Juristisch betrachtet – und je nach anzuwendendem Steuergesetz – ist es die natürliche Person, die Personengesellschaft oder die juristische Person.

### Das Steuerobjekt
Als Gegenstand einer Steuer gilt das „Besteuerungsgut“, das vom Gesetzgeber als besteuerungswürdig normiert wird. Die Definition des steuerbaren Tatbestands ist zwischen dem „einfach normierten“ Gesetz (Beispiel KfzStG: „Das Halten eines Kraftfahrzeug ist steuerbar“) und dem „kompliziert normierten“ Gesetz (Beispiel Einkommensteuergesetz (Deutschland): Der Einkommensteuer unterliegen: … sieben Einkunftsarten) zu unterscheiden.

### Die Zurechnung
Durch die Zurechnung wird festgestellt, welchem Steuersubjekt das Steuerobjekt zuzurechnen ist. Unterschieden wird dabei zwischen wirtschaftlicher, zeitlicher und örtlicher Abgrenzung. Die Frage der wirtschaftlichen Zuordnung eines Steuerobjektes ist dabei eine der wesentlichen Problemstellungen im Steuerrecht. Daneben erfolgt die Zurechnung in zeitlicher (begrenzt auf bestimmte Steuerperioden) oder örtlicher (innerhalb definierter Grenzen) Hinsicht.

### Die Bemessungsgrundlage
Die Steuerbemessungsgrundlage ist der in einer Zahl ausgedrückte maßgebliche Wert, der unter Verwendung des Steuersatzes zur Quantifizierung der Steuer dient. Zu unterscheiden sind dabei Bemessungsgrundlagen, die an den Wert eines Steuertatbestandes anknüpfen (für die Umsatzsteuer: Nettoentgelt, für die Einkommensteuer: das zu versteuernde Einkommen) und solche, die zahlentechnische Werte zugrunde legen (Alkoholsteuer: Hektoliter Alkohol; Hundesteuer: Anzahl gehaltene Hunde). Die Bemessungsgrundlage der meisten Steuerarten ist das Ergebnis einer komplizierten Berechnung, in die eine Vielzahl unterschiedlichster Faktoren, u. a. die Komponenten zur Ermittlung der persönlichen Leistungsfähigkeit (Betriebsausgaben, Werbungskosten, Sonderausgaben und die persönlichen Steuerfreibeträge), einfließt.

### Der Steuersatz
Der Steuersatz ist die Rechengröße, welche – auf die Steuerbemessungsgrundlage angewendet – die Höhe der festzusetzenden Steuer ergibt. Während bei Steuern mit zahlentechnischen Grundlagen der Steuersatz als fester Betrag definiert ist, gilt bei den meisten Steuerarten ein Prozentwert. Dieser Wert wird auch Steuertarif genannt und kann proportional (z. B. Umsatzsteuer, Einheitssteuer), progressiv (z. B. deutsche Einkommensteuer), regressiv oder in einem Stufentarif (z. B. Erbschaftsteuer) ausgestaltet sein. Vom Steuersatz zu unterscheiden ist der Hebesatz, den die Gemeinden vor allem bei der Gewerbesteuer und bei der Grundsteuer festlegen.

### Steuerprivilegien
Als Steuerprivilegien werden Steuervergünstigungen bezeichnet, die mit ihrem Ausnahmecharakter als Steuervorteil die festzusetzende Steuer ermäßigen. Obwohl umgangssprachlich als Sammelbegriff für alle Vorschriften genutzt, die eine Steuerminderung herbeiführen, gilt als Privileg im engeren Sinne nur das echte „Steuergeschenk“, das eine bestimmte Personengruppe (z. B. die Landwirte durch die pauschale Gewinnermittlung nach § 13a EStG) oder Verhaltensweise (z. B. die Unterstützung gemeinnütziger Organisationen durch Spenden) steuerlich begünstigt.

## Durchführung der Besteuerung

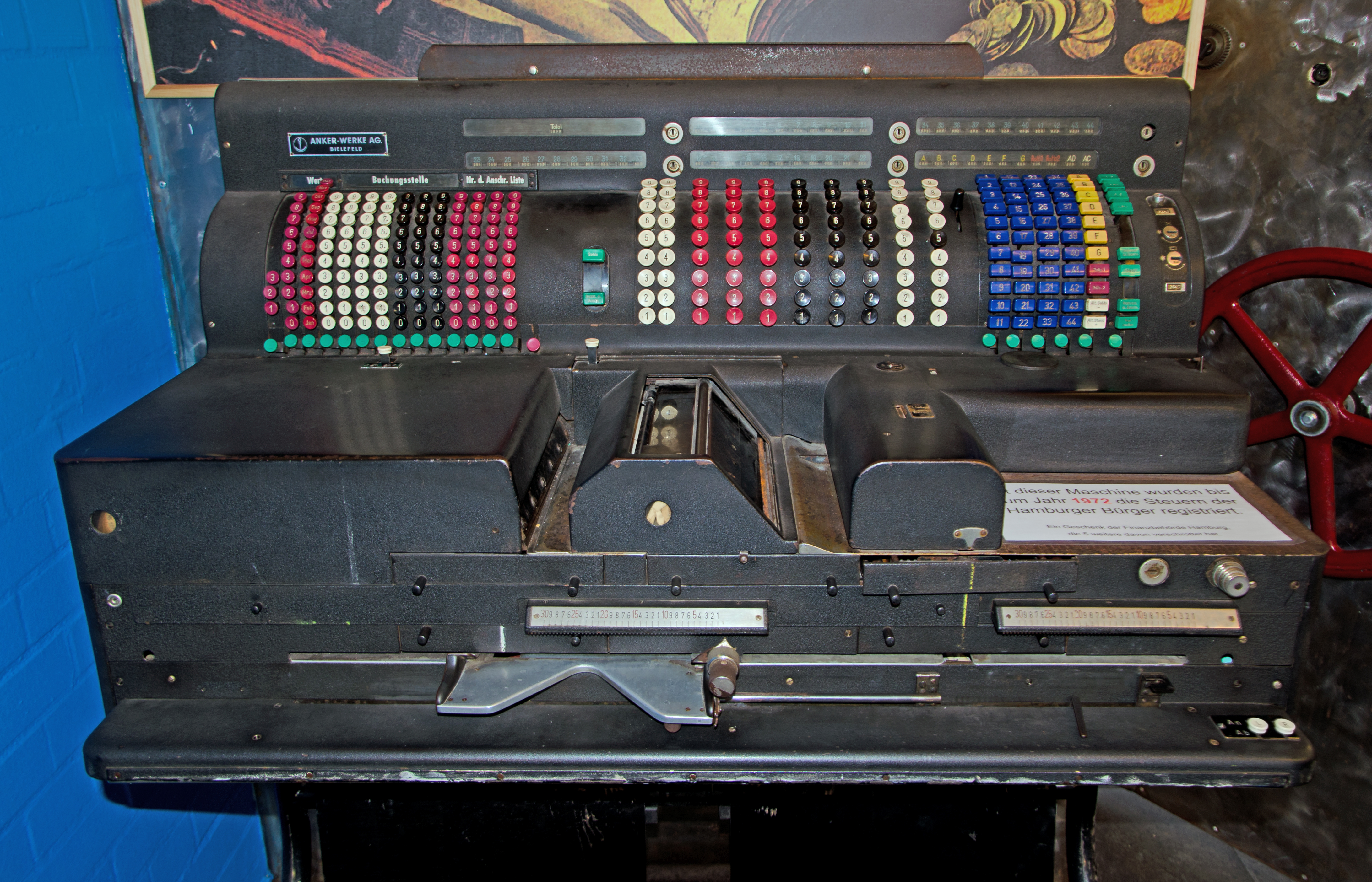
Bis 1972 in Hamburg genutzte Steuerregistriermaschine

Sofern die Steuer rechtlich entstanden ist, werden die weiteren verwaltungstechnischen Maßnahmen zur Durchführung der Besteuerung im vierten bis sechsten Teil der Abgabenordnung geregelt. Diese behördliche Aufgaben, die (von Ausnahmen abgesehen) von Finanzämtern vorgenommen werden, lassen sich in die drei Phasen unterteilen:
1. Ermittlung der Besteuerungsgrundlagen,
2. Festsetzung der Steuer und
3. Erhebungsverfahren, ggf. mit Hilfe des Vollstreckungsverfahren.

### Entstehung der Steuer
Voraussetzung, dass ein Besteuerungsverfahren eingeleitet werden kann, ist die rechtliche Entstehung der Steuer. Diese wird in den Einzelsteuergesetzen geregelt (z. B. die Einkommensteuer entsteht mit Ablauf des Veranlagungsjahres, § 36 Abs. 1 EStG).

### Ermittlungsverfahren
Der erste Abschnitt des Verwaltungsverfahrens dient der Sachaufklärung und der Feststellung, ob und in welchem Umfang ein Steuerentstehungstatbestand verwirklicht wurde. Dabei werden dem Steuerbürger besondere Mitwirkungspflichten (z. B. Steuererklärungspflicht) auferlegt und den Finanzbehörden besondere Rechte (z. B. Außenprüfung und Steuerfahndung) gewährt. Ziel dieses Verfahrens soll ein möglichst genaues Bild der tatsächlichen Verhältnisse sein, das gegebenenfalls auch per Schätzung ermittelt werden kann.

### Festsetzungsverfahren
Nach Ermittlung der Besteuerungsgrundlagen erfolgt die Festsetzung der Steuer durch den Steuerbescheid. Diesem Verfahren gleichgestellt ist der Erlass von Grundlagenbescheiden, die bei mehreren Beteiligten der gesonderten und einheitlichen Feststellung von Besteuerungsgrundlagen sowie der Festsetzung und Zerlegung von Steuermessbeträgen dienen. Steueranmeldungen des Steuerpflichtigen (z. B. Umsatzsteuervoranmeldungen, Lohnsteuer- und Kapitalertragsteueranmeldungen) stehen einer Steuerfestsetzung (unter Vorbehalt der Nachprüfung) gleich.

### Erhebungsverfahren
Im Erhebungsverfahren werden die festgesetzten Ansprüche verwirklicht. In der Regel geschieht dies durch Zahlung (z. B. Steuer-Vorauszahlung oder Lohnsteuerabzug), durch Aufrechnung mit Erstattungsansprüchen. In diesem Zusammenhang sind insbesondere auch Vorschriften zum Erlass, zur Verjährung sowie zur Verzinsung und zum Säumniszuschlag zu beachten.

### Vollstreckung
Bei nicht fristgerechter Zahlung kann sich die Verwaltung zur Durchsetzung der Ansprüche aus dem Steuerschuldverhältnis des Vollstreckungsverfahrens bedienen.

## Der Zweck der Steuererhebung

### Steuern mit Fiskalzweck

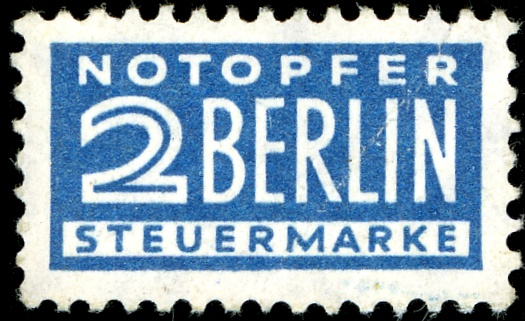
Steuermarke für das Notopfer Berlin

Erster und hauptsächlicher Zweck der Steuererhebung ist (fast) immer die Erzeugung von Einnahmen, die zur Deckung des Staatshaushalts herangezogen werden. In der ursprünglichen Ausgestaltung der Steuer war die Vermehrung von Staatseinkünften auch der einzige Grund, in einem modernen Staat kann dieser Zweck jedoch verdrängt werden und so zum Nebeneffekt werden. Mit den Steuern werden die vergemeinschafteten Aufgaben erfüllt und u. a. die selbst auferlegten Ziele verwirklicht und staatliche Ausgaben finanziert. Gemäß dem Steuerstaatsprinzip stehen die über Steuern generierten Einnahmen beispielsweise zur Finanzierung folgender Kosten zur Verfügung:
- Entlohnung aller im öffentlichen Dienst beschäftigten Arbeitnehmer und Beamten
- Verfolgung des Sozialstaatsziels durch finanziellen Ausgleich sozialer Unterschiede
- Verfolgung des Kulturstaatsprinzips durch finanzielle Unterstützung von Forschung, Bildung und Lehre
- Schaffung, Verbesserung und Aufrechterhaltung der Infrastruktur
- Schaffung und fortlaufende Finanzierung der Streitkräfte

### Steuern mit Lenkungszweck
Lenkungssteuern sollen gesellschaftlich nicht erwünschte Verhaltensweisen beeinflussen. So wird mit einer hohen Tabaksteuer versucht, das Rauchen einzudämmen, die Alkopop-Steuer soll den Preis von Alkopops so erhöhen, dass ein Missbrauch durch Jugendliche verhindert wird und die Ökosteuer soll auch dazu animieren, den Energieverbrauch und damit den Schadstoffausstoß zu verringern. Andererseits kann mit Steuervergünstigungen auch ein bestimmtes – gesellschaftspolitisch gewolltes – Verhalten gefördert werden. Der Lenkungszweck steht in Konflikt zum Fiskalzweck. So würde bei vollständigem Eintreten der gewünschten Verhaltensweisen keine Steuereinnahmen mehr generiert werden können. Daher zielt eine Lenkungssteuer nicht auf die maximale, sondern auf die optimale Zweckerfüllung ab. Z. B. ist der Sinn einer Ökosteuer nicht die Umweltverschmutzung auf Null zu reduzieren, sondern den als für optimal gehaltenen Grad zu erreichen.

### Steuern mit Umverteilungszweck
Steuern können dazu genutzt werden, eine politisch erwünschte Umverteilung im Bereich der Einkommensverteilung oder Vermögensverteilung zu erreichen.
Im Hinblick auf das häufig gesellschaftspolitisch eingeforderte Solidaritätsprinzip haben viele Staaten die Einkommensteuer mit einer Progression ausgestaltet, die zu einem steigenden Steuersatz in Abhängigkeit vom zu versteuernden Einkommen und damit steigender steuerlichen Belastung mit steigendem Einkommen führt.
Auch der Solidaritätszuschlag in Deutschland ist ein typisches Beispiel für eine Steuer mit Umverteilungszweck. Im Vordergrund steht hierbei die allgemeine finanzielle Förderung der fünf neuen Länder und damit eine regionale Umverteilung von West nach Ost.

## Kritik

Symbolbild – Bürgermeinung zu Steuern in einem Schaufenster in Bad Schandau

Durch die negativen finanziellen Auswirkungen auf den Bürger und die eingeschränkten Möglichkeiten zur Einflussnahme auf den Vermögensverlust sind Steuern und die Steuergesetzgebung ein ständiger politischer Streitpunkt und vielfacher Kritik ausgesetzt. Diese Kritik richtet sich im Wesentlichen auf die Punkte Gerechtigkeit und Angemessenheit, die Wirksamkeit (bei Steuern mit Lenkungsfunktion – z. B. der Ökosteuer), die Durchsetzbarkeit und die allgemeinen ökonomischen Folgen. Verschiedene politische Richtungen führen gegen bestimmte Steuern – und manche Gruppierungen sogar gegen die Steuer an sich – Argumente an, die teilweise wissenschaftlich umstritten sind. Aber auch prinzipiellere Kritiken finden sich, die nicht zwingend Staatseinnahmen an sich in Frage stellen, deren Verteilung oder Höhe, als vielmehr die Steuerdominanz innerhalb der Abgabenstruktur, also den Umstand, dass andere Typen öffentlicher Einnahmen (z. B. Gebühren, Spenden, Beiträge) und bürgerschaftlicher Dienste am Gemeinwesen eine fiskalisch untergeordnete Rolle spielen oder in der öffentlichen Diskussion über Staatsfinanzierung trotz teils immenser Bedeutung wenig Berücksichtigung erfahren. Was Theoretiker des Steuerstaatsprinzips als dessen ökonomische Vorteile verstehen (z. B. die Gegenleistungsfreiheit, den Zwangscharakter und die normative Wertfreiheit), lässt sich beispielsweise aus Sicht demokratischer Fiskaltheorien, kapitalismuskritischer Ansätze oder bürgerschaftlicher Gemeinwohlbelange als politische Nachteile argumentieren, wobei zu berücksichtigen ist, dass der im öffentlichen Sprachgebrauch oftmals verallgemeinerte Begriff „Steuer“ (im Sinne von Abgaben aller Art) zu Missverständnissen einlädt und öffentliche Debatten um mögliche Reformen der Öffentlichen Finanzen immer wieder durch eine Vielzahl unfiskalischer Motive und Argumente verzerrt. Die oft heftige Kritik führt zu einer fehlenden gesellschaftlichen Akzeptanz der Besteuerung und kann als Folge eine Steuerverweigerungshaltung auslösen. Mögliche Wege zur Umgehung der Steuer sind die Steuerflucht, bei der Einkünfte in ein Niedrigsteuerland (Steueroase) verlagert werden oder als Straftat die Steuerhinterziehung.

### Allgemeine Kritikpunkte
Weil die Steuern eine staatlich erzwungene Abgabe darstellen, ist ein direkter Widerstand gegen die Zahlung nur eingeschränkt oder gar nicht möglich. Auch die Verwendung der Mittel nach ihrer Hingabe kann durch den Steuerzahler nur indirekt (bei politischen Wahlen) beeinflusst werden. Die Nutzung der Steuermittel ist auch für Zwecke möglich, mit denen nicht jeder einzelne Steuerzahler einverstanden ist. Ausnahmen dazu siehe im Steuerrecht der Schweiz, das dem Wahlbürger aufgrund eines anderen Demokratieverständnisses wesentlich mehr Gestaltungs- und Mitwirkungsrechte – was die Erhebung wie Verwendung der Mittel angeht – einräumt.
Daneben wird das Problem der Steuergerechtigkeit immer wieder kritisch hinterfragt. Dabei ist nicht nur der soziale Aspekt der Steuerbelastung entsprechend den Vermögens- oder Einkommensverhältnissen strittig, sondern auch die Kompliziertheit des Steuerrechts und seine Vielzahl von Ausnahmetatbeständen, deren Ausnutzung nicht jedem Bürger möglich ist. Als höchstrichterlich anerkannt galt seit 1995 der Halbteilungsgrundsatz. Nach diesem von Paul Kirchhof mitverfassten Urteil war jedem Steuerbürger wenigstens die Hälfte seines Einkommens als angemessener Nettoverdienst (nach Steuern) zu belassen. Diese Rechtsprechung wurde im März 2006 durch das Bundesverfassungsgericht, das eine Steuerbelastung von 59,9 % als noch verfassungsgemäß ansah, wieder aufgegeben.

### Ökonomische Kritikpunkte
Je nach politischer und gesellschaftlicher Position ergeben sich verschiedene Ansätze zur wirtschaftswissenschaftlichen Kritik an der Steuer als solcher oder auch an bestimmten Steuerarten. Oft wird argumentiert, Steuern würden grundsätzlich zu einem Nettowohlfahrtsverlust führen und Steuererhöhungen ein mögliches Wirtschaftswachstum zerstören (siehe Laffer-Kurve).
Ein volkswirtschaftlicher Kritikpunkt ist die (Mit-)Finanzierung von ineffizienten Staatstätigkeiten neben den notwendigen und angemessenen Staatsaufgaben.
Ein häufig anzutreffender Kritikpunkt ist die potentielle Verursachung von Arbeitslosigkeit: Eine mögliche wirtschaftliche Betätigung werde durch die Steuerlast behindert oder sogar verhindert, weil der Preis des Produktes oder der Dienstleistung durch Steuern zu hoch für potentielle Nachfrager werde.
Bei den Bagatellsteuern ist festzuhalten, dass den meist nur geringen Einnahmen für den Staat die erheblichen Kosten für Steuererhebung und -durchsetzung gegenüberstehen (Siehe Bundesminister der Finanzen für 2004: 79,5 % der Steuer werden von drei Steuerarten erbracht).
Steuern sind im Allgemeinen nicht entscheidungsneutral. Gerade in der angelsächsischen Literatur wird deshalb oft darauf hingewiesen, Steuern auf solche Märkte zu erheben, deren Nachfrage auf Preise unelastisch reagiert. Dieser Grundsatz steht jedoch im Widerspruch zur Gerechtigkeit der Besteuerung, weil unelastisch nachgefragte Güter typischerweise solche sind, die die Grundbedürfnisse befriedigen. Eine Steuer auf unelastisch nachgefragte Güter würde also besonders die ärmeren Bevölkerungsschichten belasten.
Eine weitere Fragestellung beschäftigt sich mit der Steuerinzidenz. Bei der Einführung der Steuer sollte geklärt werden, wer die eigentliche Last der Steuer trägt. Der Steuerschuldner zahlt die Abgabe entsprechend der gesetzlichen Richtlinie (Zahllast). Der Steuerträger trägt die Last der Abgabe (Traglast). Der Steuerschuldner ist aber nicht mit dem Steuerträger gleichzusetzen, da der Steuerschuldner bei der Steuerüberwälzung die Zahllast auf den Steuerträger abwälzen kann. Ob dies erfolgreich ist, hängt von der Marktform, der Art der Steuer (Mengensteuer, Wertsteuer) und der Preiselastizität von Angebot und Nachfrage ab.

### Ökologische Kritikpunkte
In dieser Kritikkategorie finden sich häufig Argumente für eine höhere Besteuerung. Insbesondere reiche die Besteuerung des Verbrauchs von Energie und Energieträgern nicht aus. Grundlage dieser Kritik ist das Verursacherprinzip: Wer eine gemeinsam benutzte Umwelt belastet, der müsse die Gemeinschaft für diese Belastung kompensieren.
Ist die Besteuerung zu hoch, leidet die Wirtschaft. Ist sie zu niedrig, dann nimmt die Wirtschaft Kredit bei nicht einwilligungsfähigen Folgegenerationen. Eine Preisbildung in einem „Markt“ wird dadurch erschwert, dass die Marktteilnehmer von morgen an der Preisbildung von heute nicht mitbeteiligt sind. Das gilt zwar auch für andere Märkte, aber der Markt der Entropieproduktion ist prinzipiell in einer thermodynamisch nur begrenzt offenen Umwelt durch Unumkehrbarkeit gekennzeichnet. Deswegen haben Folgegenerationen keine Möglichkeit zur schnellen Korrektur.
Verkompliziert wird, bedingt durch die Natur einer gemeinschaftlich genutzten globalen Umwelt, die Situation noch dadurch, dass bestimmte Steuergebiete (insbesondere hochindustrialisierte Staaten) auch die Umwelt belasten, die sich weit außerhalb ihrer Grenzen befindet. Die Unterschiede zwischen den Staaten bei der Besteuerung der Umweltbelastung ermöglicht es Unternehmen, sich durch Standortverlagerungen oder Outsourcing an der gemeinschaftlichen Umwelt zu bedienen, ohne dafür zu zahlen.
Die direkte Kopplung der Besteuerung an den Verbrauch von Energieträgern ermöglicht im Prinzip eine sehr hohe Steuergerechtigkeit. Darum wird von Kritikern einer zu niedrigen Besteuerung von Umweltbelastung auch eine konsequente Besteuerung von Treibstoffen für Flugzeuge gefordert. Das Gegenargument ist, dass beispielsweise eine Kerosinsteuer der Wirtschaft schade, insbesondere im globalen Wettbewerb. Da Energiepreise jedoch Marktpreise sind, schützt eine niedrige oder eine unterlassene Besteuerung von Energieverbrauch den Verbraucher nicht vor hohen Energiekosten.
Die ökologische Sichtweise macht auch deutlich, dass Steuerzahler sich zwar einerseits gegen eine Verteilung eines Teils ihres Einkommens an die Gemeinschaft wenden, es aber andererseits für gerechtfertigt halten, die Ressourcen der Gemeinschaft ohne direkt messbare Gegenleistung zu beanspruchen. Ökologische Ansätze sind grundsätzlich systemanalytisch: Ein streng ökologisch bilanzierender Systemansatz hilft, ein Verständnis für Steuerzahlungen zu entwickeln und das Verhältnis von Ressourcennutzung und Kompensation quantitativ zu bestimmen. Wer Ressourcen der Gemeinschaft beansprucht, hat die Gemeinschaft dafür zu kompensieren.

### Kritik am „Einkommensteuerstaat“
Kapital ist weitaus mobiler als die Einkommensteuerzahler. Diese Tatsache führt dazu, dass sich in vielen Staaten die Besteuerung vor allem auf Einkommenszahler und ihre Einkommen stützt, in der Regel als Quellensteuer. Kritiker sehen das als einen Triumph des Machbarkeitsprinzips über das Gerechtigkeitsprinzip. Die im Staat organisierte Gemeinschaft gäbe die Verfolgung von Steuerflüchtlingen und von mobilem Kapital auf und halte sich einfach nur noch an diejenigen, die weniger mobil sind. Als ein Gegenmittel empfehlen Kritiker beispielsweise eine Besteuerung von Kapitalflüssen mit einer Tobin-Steuer.

## Steuern im internationalen Vergleich
Seit dem Ende der 1980er Jahre ist in verschiedenen europäischen Ländern eine leichte Tendenz zugunsten der indirekten Besteuerung zu verzeichnen. Obwohl eine systematische Abschaffung der direkten Steuern nicht zu erkennen ist, so zielten die Reformen der vergangenen Jahre zumeist auf eine Anhebung der Steuersätze von Verbrauchsteuern zugunsten einer Verminderung der Steuerbelastung im Ertragsteuerbereich. Letztendlich sind die Verschiebungen auf die Hoffnung gerichtet, dass Leistungsanreize geboten werden um so die Investitionstätigkeit und die Schaffung von Arbeitsplätzen zu fördern. Die Steuersätze wurden reduziert und die Bemessungsgrundlagen verbreitert, so zuletzt auch in Deutschland.
Auch zukünftig werden die direkten Steuern einen zentralen Platz im Steuersystem einnehmen, denn die Verbrauchsbesteuerung ist der Einkommensbesteuerung – vor allem aus sozialstaatlichen Überlegungen – nicht grundsätzlich überlegen.

### Europäisches Steuerrecht
Durch den Vertrag über die Europäische Union mit dem definierten Ziel eines europäischen Staatenverbundes wirkt das Europarecht immer stärker auf die nationalen Steuergesetzgebungen ein, und zwar durch die Vorgabe von Richtlinien und die Rechtsprechung des Europäischen Gerichtshofs. Durch die Vorgabe von Richtlinien soll das Steuerrecht auf nationaler Ebene stetig weiter harmonisiert, also aneinander angepasst werden. Im Bereich der direkten Steuern sorgen die Richtlinien zur Arbeitnehmerfreizügigkeit, zur Niederlassungs- und Dienstleistungsfreiheit sowie zur Freiheit des Kapitalverkehrs für eine steuerliche Gleichbehandlung von EU-Bürgern in verschiedenen Mitgliedsstaaten. Vor allem aber richtet sich der Harmonisierungsanspruch auf die indirekten Steuern. Speziell das Umsatzsteuerrecht ist europaweit durch die 6. Richtlinie zum gemeinsamen Mehrwertsteuersystem einander angeglichen und lässt nur noch Abweichungen im Steuersatz und beim Vorsteuerabzug zu.

### Steuerrecht in Deutschland
Das Steuerrecht in Deutschland wird durch das Grundgesetz vorgegeben: In den Art. 105 ff. GG ist festgelegt,
- dass sich die Finanzierung des Staatshaushaltes vor allem auf Steuern zu stützen hat (Steuerstaatsprinzip),
- wer die rechtlichen Grundlagen für die Steuererhebung bestimmt (Steuergesetzgebungshoheit),
- wem die Steuereinnahmen zustehen (Steuerertragshoheit),
- wer die Steuern festsetzt und einzieht (Steuerverwaltungshoheit).

Das deutsche Steuerrecht gilt als kompliziert und intransparent, weshalb es von vielen als ungerecht empfunden wird. Zahlreiche Ausnahmen und Sonderregelungen erschweren die Rechtsanwendung, ermuntern zu aufwändigen Gestaltungen und erfordern einen hohen Beratungsaufwand.

### Steuerrecht in Österreich
Das Österreichische Steuerrecht ist aus historischen Gründen dem deutschen Steuerrecht ähnlich. Zu den auffälligen Unterschieden zählen:
- In Österreich wird seit 1994 an Stelle der abgeschafften Gewerbesteuer eine Kommunalsteuer erhoben.
- Die Sozialversicherungsbeiträge eines Arbeitnehmers rechnen zu den Werbungskosten und nicht – wie in Deutschland – zu den beschränkt abzugsfähigen Sonderausgaben.
- Der Grundfreibetrag je Steuerpflichtigem – also das einkommensteuerfrei zu belassende Existenzminimum – liegt in Österreich mit 11.000 € (2010) deutlich höher als in Deutschland (ab 2018: 9.000 €). Der Spitzensteuersatz von 50 % wird in Österreich seit 2016 für Einkommensteile über 90.000 € jährlich eingehoben, ein ähnlich hoher Prozentsatz (inklusive Solidaritätszuschlag) wird in Deutschland erst ab 250.400 € fällig.
- Bei unselbständigen Erwerbstätigen wird das in Österreich obligatorische 13. und 14. Monatsgehalt (Urlaubs- und Weihnachtsgeld, Jahressechstel) pauschal mit einem Satz von 6 % versteuert, was den Durchschnittssteuersatz deutlich senkt.

### Steuerrecht in der Schweiz
Geprägt wird das schweizerische Steuerrecht durch die föderalistische Staatsstruktur. Die Schweiz hat die direkten Steuern formell harmonisiert, wodurch die wenigsten Kantone grundsätzlich voneinander abweichen. Die materielle Harmonisierung ist in der Schweiz nach wie vor unbeliebt, wodurch die Schweiz v. a. für sehr Reiche und Firmen ein steuerfreundliches Klima aufweist.
Seit dem Jahr 2001 gilt das Steuerharmonisierungsgesetz (kurz StHG), dessen Zweck sich allerdings auf eine formelle Steuerharmonisierung der 26 verschiedenen kantonalen Steuergesetze beschränkt. Eine materielle Steuerharmonisierung wird derzeit nicht angestrebt und so existiert weiterhin ein stark ausgeprägter Steuerwettbewerb unter den Kantonen, der dazu führt, dass jeder Kanton aufgrund eines eigenen Steuergesetzes das Einkommen und Vermögen belastet. Zusätzlich gibt es auf Ebene der Gemeinden noch eine abgeleitete Steuerhoheit.
Die wichtigsten Steuereinnahmen sind für die Kantone und Gemeinden die Einkommen- und Vermögensteuern natürlicher Personen und die Gewinn- und Kapitalsteuern von juristischen Personen (rund 90 % der gesamten Steuereinnahmen). Der Bund besteuert das Einkommen bzw. den Gewinn zwar auch, aber weniger stark als die Kantone. Der Bund kennt hingegen keine Vermögens- bzw. Kapitalsteuer. Die höchsten Einnahmen generiert der Bund mit den Verbrauchsteuern, primär mit der Mehrwertsteuer.
Ein Vergleich der Ertragsteuerbelastung der Schweiz mit anderen Ländern ist schwierig, weil es Kantone mit sehr niedrigem Steuersatz (Kanton Uri, Kanton Obwalden, Kanton Zug, Kanton Schwyz) und Kantone mit sehr hohen Steuersätzen (Kanton Genf, Kanton Waadt) gibt.

### Die wichtigsten Steuern im internationalen Vergleich
Der Steuerwettbewerb wird oft als Argument der Nationalstaaten gesehen, in Konkurrenz zueinander die Unternehmensteuersätze zu senken, um damit den eigenen Standort attraktiver zu machen. Neben anderen Entscheidungsfaktoren (Infrastruktur, Ausbildungsstand der Beschäftigten, bürokratische Hemmnisse, mögliche Subventionen) ist die Frage der Besteuerung in der Globalisierung ein wichtiges Kriterium bei der Entscheidungsfindung für oder gegen einen Standort.

#### Nominale Steuersätze
Um die Steuerbelastung in verschiedenen Ländern zu vergleichen, gibt es verschiedene Ansätze und den nominalen Steuersätzen kommt eine Signalfunktion zu. Die nominale Steuerbelastung lässt sich recht einfach feststellen, aber ein entsprechender Vergleich lässt die Steuerbemessungsgrundlage außer Acht.
Die folgende Tabelle gibt eine Übersicht über die tariflichen Körperschaftsteuersätze und die steuerliche Behandlung von Ausschüttungen bei den Anteilseignern (Stand: 2005)
| Staat       | Steuersatz der KöSt            | Besonderheiten bei der Körperschaft                     | Art der Besteuerung beim Anteilseigner | Besonderheiten beim Anteilseigner                     |
| Deutschland | 15 %                           | 16,375 % inkl. SolZ                                     | 25 % Kapitalertragsteuer: Anteilseigner = Privatperson: als Abgeltungsteuer; Anteilseigner = Gewerbetreibender: als Anrechnungsteuer mit letztlich Teileinkünftebesteuerung; Anteilseigner = Körperschaft: als Anrechnungsteuer mit letztlicher Steuerbefreiung; | Teileinkünfteverfahren                                |
| Frankreich  | 33,83 %                        | 34,94 % für Unternehmen mit > 7,63 Millionen € Umsatz   | 25 % Kapitalertragsteuer als Anrechnungsteuer | Halbeinkünfteverfahren                                |
| Italien     | 33 %                           | mind. 34,4 % inkl. Zuschlagsteuern                      | 12,5 % definitive Kapitalertragsteuer | Dividenden unterliegen dem Progressionsvorbehalt      |
| Österreich  | 25 %                           |                                                         | 25 % definitive Kapitalertragsteuer | Option zur Veranlagung nach Halbsatzverfahren möglich |
| Schweiz     | 8,5 % (ohne kantonale Steuern) | 16,5 %–29,2 % (inkl. kantonale Steuern; je nach Kanton) | Kapitalertragsteuer als Einkommensteuer (progressiv) | Teilsatz- oder Teilbesteuerungsverfahren              |
| USA         | 35 %                           | ermäßigter Staffeltarif bei Einkommen bis 100.000 $     | 15 % als definitive Abgeltungsteuer |                                                       |

Zusätzlich gibt die folgende Tabelle einen Überblick die gesamte nominale Unternehmensteuerbelastung (Stand: 2005). Die Gesamtbelastung ergibt sich dabei unter Berücksichtigung der Tatsache, dass die Steuerzahlungen oftmals als Betriebsausgabe geltend gemacht werden können und damit die Steuerbelastung in der Summe senken.
| Staat       | Steuersatz Zentralstaat | Besonderheiten                                      | Steuersatz nachfolgende Gebietskörperschaften | Besonderheiten                                                           | nominale Gesamtbelastung |
| Deutschland | 26,375 %                | inkl. SolZ                                          | 16,7 % | pauschaler Ansatz der Gewerbesteuer                                      | 38,7 %                   |
| Frankreich  | 34,9 %                  | 33,83 % für Unternehmen bis 7,63 Millionen € Umsatz | 0 |                                                                          | 34,9 %                   |
| Italien     | 33 %                    |                                                     | 4,3 % | pauschaler Ansatz der Zuschlagsteuern                                    | 37,3 %                   |
| Österreich  | 25 %                    |                                                     | 0 |                                                                          | 25 %                     |
| Schweiz     | 8,5 %                   |                                                     | unterschiedliche Ansätze, die nicht mit einer direkten Prozentzahl ausgewiesen können, da pro Gemeinde/Kanton ein anderer Satz und Steuerfuss zur Anwendung kommt. | pauschaler Ansatz der kantonalen Steuern, Teilbesteuerung von Dividenden | 24,1 %                   |
| USA         | 35 %                    | ermäßigter Staffeltarif bei Einkommen bis 100.000 $ | 7,5 % | pauschaler Ansatz am Beispiel New Yorks                                  | 39,9 %                   |

#### Fazit
Internationale Vergleiche steuerlicher Systeme sind schwierig und nur begrenzt aussagekräftig. Die tatsächliche Steuerlast ergibt sich aus dem Zusammenspiel von Steuerbemessungsgrundlage, Freibeträgen und Steuersatz. Die aufgrund von effektiven Durchschnittssteuersätzen erstellten nationalen Steuervergleiche sind zwar als erster Anhaltspunkt brauchbar, lassen jedoch Verlustausgleichsvorschriften und die in vielen Ländern erhobenen Lohnsummensteuern unberücksichtigt und sind daher auch nur begrenzt tauglich. Für den einzelnen Fall ist ein echter Steuerlastvergleich nur anhand einer ausführlichen Modellrechnung möglich, die alle individuellen Vorgaben berücksichtigt.

### Deutschland
- Die deutschen Finanzämter
- Interaktiver Steuerrechner des deutschen Bundesfinanzministeriums
- Statistisches Bundesamt (Destatis) Themenbereich Steuern und Aufsätze aus der Zeitschrift Wirtschaft und Statistik. Abgerufen am 24. Januar 2018
- Monatsberichte des Bundesfinanzministeriums

### Österreich
- Steuern von A-Z. – Bundesministerium für Finanzen
- Bundesministerium für Finanzen: Steuertarife aktuell und vergangene Jahre
- Steuervergleich Deutschland – Österreich (Memento vom 10. August 2011 im Internet Archive) (PDF; 1,4 MB) – herausgegeben von der Austrian Business Agency

### Schweiz
- Das schweizerische Steuersystem. – Eidgenössische Steuerverwaltung
- Einführung: Das Steuerrecht der Schweiz – Website des Cosmos-Verlags